# Индијски национални конгрес
Индијски национални конгрес, познат и под именом Конгресна странка (енгл. Indian National Congress, INC), је највећа и најјача политичка странка у Индији. Странка је левог центра, која има усвојене идеологије социјалдемократија, популизам и социјални либерализам.
Основана је године 1885. да би у 20. веку била предводник у борби Индије за независност од Британског царства. Након што је Индија 1947. године добила независност, ИНК је постао владајућа странка нове државе и остао на власти све до године 1977. када ју је сменила опозициона Џаната странка. У том периоду, ИНК је углавном био лево оријентисан и проводио социјалистичке реформе, те настојао да уведе секуларизам.
ИНК се на власт вратио 1980. године да би га Џаната поновно сменила с власти године 1989. године. ИНК се, користећи харизму Соње Ганди, вратио на власт изненађујућом победом на изборима године 2004. и владао уз помоћ других лево оријентисаних странака до 2014. када поновно прелази у опозицију.
ИНК је током своје дугогодишње владавине често био оптуживан за институционалну корупцију, због чега га често упоређују с мексичком Институационалном револуционарном партијом.